# Yummy Yummy Cooking Jam
Yummy Yummy Cooking Jam es un videojuego hecho por el desarrollador español Virtual Toys. Está disponible para WiiWare, DSiWare, PSP minis, iPhone y iPod Touch. El juego ganó el premio Pulga a mejor arte en los premios de la industria de los videojuegos de España en 2009, celebrado en la Gamelab Interactive Leisure International Trade Fair.

## Jugabilidad
El jugador asume el papel de un chef en un restaurante. El objetivo del juego es servir comida a los clientes antes de que se enfaden y se marchen. Los jugadores preparan la comida realizando una variedad de tareas diferentes para armar cada parte del plato. En cada ronda, se les da un tiempo límite con el objetivo de recolectar una cierta cantidad de propinas dentro de dicho tiempo, entregando órdenes en tiempo y forma.
El objetivo general del modo carrera principal del juego es que los jugadores se conviertan en el mejor chef de la ciudad. Esto se logra trabajando para ascender hasta la cima, pasando por los cuatro restaurantes del juego: Los restaurantes de hot dogs, hamburguesas, pizzas, y el restaurante mexicano. El juego también dispone de un modo arcade de juego rápido que admite juego competitivo entre dos jugadores, corriendo carreras entre sí para ver quien puede acumular más propinas dentro del tiempo límite.

## Recepción
La versión de DS recibió reseñas mixtas, mientras que la versión de Wii recibió reseñas desfavorables, de acuerdo con el sitio web agregador de reseñas Metacritic. Nintendo Life comentó que la última versión de consola tiene algunos elementos disfrutables que les agradarán a algunos gamers, pero dijo que el «control de juego irregular», la «curva de dificultad pronunciada», y «duración bastante corta» hace difícil recomendar al juego. IGN creyó que la jugabilidad fue tediosa, muy simplista y repetitiva, y lo comparó con un «juego freeware de Flash».